# Calymperastrum latifolium
Calymperastrum latifolium là một loài Rêu trong họ Pottiaceae. Loài này được (Hampe) I.G. Stone mô tả khoa học đầu tiên năm 1986.